# Charlotte Hodgkins-Byrne
Charlotte Ruby Hodgkins-Byrne (* 8. Oktober 1996 in London) ist eine britische Ruderin. Sie war 2021 Zweite der Europameisterschaften im Doppelvierer.

## Sportliche Karriere
Bei den Junioren-Weltmeisterschaften 2014 gewann Charlotte Hodgkins-Byrne Bronze im Doppelvierer. Im Jahr darauf erkämpfte sie mit dem Achter die Silbermedaille bei den U23-Weltmeisterschaften 2016. 2017 siegte der britische Doppelvierer mit Anna Thornton, Charlotte Hodgkins-Byrne, Saskia Budgett und Lucy Glover bei den U23-Weltmeisterschaften in Plowdiw. Als einzige Ruderin aus dem Doppelvierer ruderte Hodgkins-Byrne auch im Achterfinale, die Britinnen wurden hier Sechste. Bei den U23-Weltmeisterschaften 2018 in Posen trat Hodgkins-Byrne nur im Doppelzweier mit Anna Thornton an, die beiden gewannen den Titel. Die Weltmeisterschaften 2018 in Plowdiw fanden erst drei Monate nach den U23-Weltmeisterschaften statt. Hodgkins-Byrne und Thornton wurden Vierte mit fast vier Sekunden Rückstand auf die Medaillenränge.
2019 bei den Europameisterschaften in Luzern trat der britische Doppelvierer mit Jessica Marie Leyden, Melissa Wilson und den Schwestern Mathilda und Charlotte Hodgkins-Byrne an und belegte den fünften Platz. Bei den Weltmeisterschaften in Linz/Ottensheim erreichte die Crew den sechsten Platz. Wegen der COVID-19-Pandemie fielen die meisten für 2020 vorgesehenen Ruderregatten aus oder wurden auf 2021 verschoben. Bei den Europameisterschaften 2021 in Varese siegte der niederländische Doppelvierer mit 0,42 Sekunden Vorsprung vor Mathilda Hodgkins-Byrne, Hannah Scott, Charlotte Hodgkins-Byrne und Lucy Glover. Bei den Olympischen Spielen in Tokio verfehlten die vier Britinnen den Einzug ins A-Finale und belegten als Siegerinnen des B-Finales den siebten Platz.
Charlotte Hodgkins-Byrne ruderte für den Boat Club der University of London.